# Prémio Jacques-Louis Lions
O Prémio Jacques-Louis Lions é um galardão criado em 2003 pela Société de mathématiques appliquées et industrielles (SMAI) de França com a colaboração do INRIA e do CNES.
Este prémio bianual foi criado em homenagem a Jacques-Louis Lions que foi presidente do INRIA de 1980 a 1984 e do CNES de 1984 a 1992 e é atribuído pela Académie des Sciences a cientistas que se notabilizaram no campo da matemática aplicada em França ou em colaboração com laboratórios franceses.

## Laureados[1]
- 2003 - Roger Temam
- 2005 - Jean-Claude Nédélec
- 2007 - Michel Fliess
- 2009 - Yvon Maday
- 2011 - Vincent Giovangigli
- 2013 - Pierre Degond
- 2015 - Jesús Ildefonso Díaz
- 2017 - Denis Serre[2]
- 2019 - Maria Esteban